# 英属维尔京群岛奥林匹克委员会
英属维尔京群岛奥林匹克委员会（英語：British Virgin Islands Olympic Committee，IOC编码：IVB）是代表英属维尔京群岛的国家奥林匹克委员会，也是英属维尔京群岛在英联邦运动会上的代表机构。英属维尔京群岛奥委会成立于1980年，并于1982年获得国际奥林匹克委员会的认可。
2020年以前，当该地区选手在国际体育比赛上获得金牌时，大会通常会奏英国国歌。2018年，英属维尔京群岛奥委会开始向国际奥委会申请将该地的国际比赛颁奖用歌曲更换成领地官方歌曲“哦，美丽的维尔京群岛”（"Oh, Beautiful Virgin Islands"），最终国际奥委会于2020年5月批准了这一申请。